# Курман (село)
Курман (каз. Құрман) — упразднённое село в Казталовском районе Западно-Казахстанской области Казахстана. Упразднено в 2018 г. Входило в состав Талдыкудукского сельского округа. Находилося примерно в 74 км к северо-востоку от села Казталовка. Код КАТО — 274863300.

## Население
В 1999 году население села составляло 279 человек (135 мужчин и 144 женщины). По данным переписи 2009 года, в селе проживали 63 человека (34 мужчины и 29 женщин).